# Herz und Mund und Tat und Leben
Herz und Mund und Tat und Leben (Srdce, ústa, skutky a život) je kantáta Johanna Sebastiana Bacha. V katalogu Bachových děl Wolfganga Schmiedera (BWV) je zachycena ve dvou verzích a označena číslem 147a a 147 (BWV 147a a 147).
Byla napsána ve Výmaru (147a) a později byla přepracována v Lipsku pro svátek Navštívení Panny Marie (147). Poprvé byla provedena 2. července 1723.
Skládá se z deseti částí:
1. Chorus: "Herz und Mund und Tat und Leben"
2. Recitative: "Gebenedeiter Mund!"
3. Aria "Schäme dich, o Seele nicht"
4. Recitative "Verstockung kann Gewaltige veblenden"
5. Aria "Bereite dir, Jesu, noch itzo die Bahn" (itzo – novoněmecky jetzt, Bahn – cesta)
6. Chorale "Wohl mir, daß ich Jesum habe"
7. Aria "Hilf, Jesu, hilf, daß ich auch dich bekenne"
8. Recitative "Der höchsten Allmacht Wunderhand"
9. Aria "Ich will von Jesu Wundern singen"
10. Chorale "Jesu bleibet meine Freude"